# Hasan-e Bozorg
Ḥasan-e Bozorg, ossia "Ḥasan il Grande" (in persiano حسن بزرك‎; ... – 1356), è stato il primo sovrano de facto della dinastia mongola jalayride che governò nel XIV secolo l'attuale Iraq e l'Iran centrale, affrancandosi dalla dinastia ilkhanide di Persia. Era figlio di Ḥusayn e Öljetey.

## Biografia
Ḥasan-e Bozorg era promesso sposo di Baghdād Khātūn, figlia dell'Emiro Chūpān, grande generale degli Ilkhanidi. Questi, inviso già al suo signore Abū Saʿīd a causa della sua popolarità e della sua forte influenza a corte, non riuscì a contenere la travolgente passione amorosa di Abū Saʿīd proprio per Baghdād Khātūn. Chūpān provò a risolvere l'intricata questione inviando nell'ottobre del 2013 (? ) la figlia e Ḥasan-e Bozorg a Qarah Bagh, nell'Azerbaigian Occidentale, nella speranza che l'Īlkhān potesse togliersela dalla mente. Ma inutilmente. Baghdād Khātūn fu quindi obbligata a sposare il prepotente Īlkhān.
Dopo l'uccisione di Chūpān nel 1327, Baghdād Khātūn e il Gran visir Ghiyāth al-Dīn Muḥammad (figlio di Rashid al-Din Hamadani) tentarono di ampliare la loro influenza nei confronti di Abū Saʿīd. Ghiyāth al-Dīn, per contrastare la donna, mise in giro la voce che Baghdād Khātūn e Ḥasan-e Bozorg complottassero contro l'Īlkhān. Ḥasan-e Bozorg fu quindi arrestato nel 1332 ma sua madre riuscì a convincere Abū Saʿīd a risparmiare la vita del figlio e la pena fu quindi commutata nel carcere nel castello di Kamakh. Nel 1333 fu però liberato e addirittura nominato suo Governatore di Rüm. Durante la vita di Abū Saʿīd, Ḥasan-e Bozorg fu anche invitato da Ghiyāth al-Dīn Muḥammad ad aiutarlo a metter fine agli abusi fiscali nella Persia orientale, fonte di un crescente e pericoloso malcontento sociale.
Con la morte di Abū Saʿīd numerosi personaggi si contesero il trono ilkhanide. Nel 1336 Ḥasan-e Bozorg colse il momento buono per affermare il proprio ruolo politico, sostenendo l'ascesa al trono di un fanciullo, Muḥammad Khān. Il 24 luglio Ḥasan-e Bozorg e Muḥammad Khān si scontrarono con le forze di Mūsā Khān e del suo "burattinaio, ʿAlī Pādshāh nella zona di Ala-Tagh area. Mūsā fu sconfitto e ʿAlī Pādshāh ucciso. Ḥasan-e Bozorg inseguì Mūsā Khān a Baghdad e provocò pesanti perdite al suo nemico. Procedette quindi verso Tabriz, dove sposò la nipote di Chūpān e moglie di Abū Saʿīd Delsad Khatun, che era incinta di Abū Saʿīd. Nel frattempo gli emiri del Grande Khorasan individuarono il loro candidato al trono nella persona di Togha Temur. Togha partì nel 1337 per sottomettere la Persia occidentale e l'Azerbaigian e l'ʿIrāq-e ʿAjam (La Persia) furono conquistati. Nel marzo Togha giunse davanti a Soltaniyeh, l'antica capitale ilkhanide, e Ḥasan-e Bozorg si ritirò in Arran. Le forze di Mūsā, che inizialmente combattevano Togha, si unirono allora a lui e insieme si scontrarono con Ḥasan-e Bozorg a Soghurlug, nella regione di Maragheh il 15 giugno. Ḥasan-e Bozorg li sconfisse, prese prigioniero Mūsā Khān poco dopo e lo mise a morte. Togha rinunciò alla campagna e si ritirò in Persia orientale.
Poco dopo, tuttavia, vari discendenti di Chūpān si unirono sotto il nipote Hasan Kuçek (Ḥasan "il Piccolo", per distinguerlo da Ḥasan-e Bozorg). I Chupanidi impegnarono battaglia contro Ḥasan-e Bozorg il 16 luglio 1338 a Naushahr, nella regione di Alataq e lo sconfissero. Il suo sovrano-fantoccio, Muhammad Khan, fu ucciso. In seguito i Chupanidi conquistarono l'Azerbaigian costituendo un loro regime. Fu dichiarata una pace ma Ḥasan-e Bozorg cercò di liberarsi della minaccia chupanide e offrì il trono ilkhanide a Togha Temur, che si mosse ai primi del 1339. Ḥasan Kuçek tuttavia offrì la mano di Sati Beg all'avversario e quando Togha rispose di fatto con interesse alla proposta, Ḥasan Kuçek recapitò la lettera di Togha a Ḥasan-e Bozorg che, infuriato, fermò la spedizione militare in aiuto di Togha, che fu obbligato a retrocedere nell'estate di quello stesso anno.
A seguito del suo abbandono di Togha Temur, Ḥasan-e Bozorg riconobbe Jahan Temur, un nipote di Gaykhatu, come nuovo Ilkhan. Il conflitto coi Chupanidi riesplose e Ḥasan-e Bozorg e Jahan Temur si scontarono in battaglia contro Ḥasan Kuçek e il suo "protetto"-fantoccio Suleyman Khan sullo Jaghatu. Lì Ḥasan-e Bozorg fu sconfitto il 26 giugno 1340, trovando poi rifugio a Baghdad, mentre Jahan Temur veniva deposto da un trono che di fatto non era mai stato davvero suo. Coi Chupanidi che continuavano a pressarlo, Ḥasan-e Bozorg riconobbe ancora una volta la sovranità di Togha Temur e fece anzi coniare monete in suo nome. Nel 1344 non volle però più seguitare a riconoscere Togha, pur senza proclamarsi indipendente, e governò col più semplice titolo di ulus beg (signore della nazione mongola), come un governatore puro e semplice, lasciando che il trono ilkhanide restasse vacante. Ciò nondimeno ciò rappresentò il primo atto di vita indipendente dei Jalayridi.
Per il resto del suo regno Ḥasan-e Bozorg tentò di contenere e affrontare i Chupanidi. Organizzò un'alleanza con lo zio di Ḥasan Kuçek, Surgan, col Governatore del Diyar Bakr e coi Mamelucchi, ma Surgan fu presto convinto ad abbandonare l'alleanza e poco dopo anche i Mamelucchi si ritirarono. Offrì il suo sostegno anche s un altro zio di Ḥasan Kuçek, Yagi Basti, come anche a Masʿūd Shāh degli Injuidi, nel loro tentativo di espellere il cugino di Ḥasan Kuçek, Pir Hosayn, da Shiraz. L'omicidio di Ḥasan Kuçek nel 1343 non risolse la questione dal punto di vista di Ḥasan-e Bozorg, dal momento che suo fratello Malek Ashraf conquistò con un suo esercito Baghdad nel 1347. Forze jalayridi, tuttavia, inflissero pesanti perdite all'esercito di Malek Ashraf, che fu obbligato a ritirarsi nell'estate. Mentre Malek Ashraf e i Chupanidi sarebbero sopravvissuti fino al 1357, la loro minaccia allo Stato jalayride diminuì. Ḥasan-e Bozorg continuò a svolger un ruolo importante nella politica persiana, aiutando ad esempio l'injuide Abū Isḥāq contro i Muzaffaridi e contribuendo a restaurare il loro potere politico nella città di Esfahan nel 1353. Questi ultimi tuttavia annientarono gli Injuidi nel 1357.
Ḥasan-e Bozorg morì nel 1356 e a lui succedette il figlio, lo sceicco Oveys. Oltre a Oveys, fu padre di Amir Zahid.

## Retaggio
Ḥasan-e Bozorg sembra fosse intenzionato a restaurare l'unità dell'Ilkhanato. Ciò sarebbe dimostrato dal fatto che egli adoperò i titoli di Ulus beg (Capo della nazione mongola) per tutta la vita, e sostenne diversi uomini perché fossero riconosciuto come Ilkhan invece di proporre se stesso. Inoltre provò a unificare la Persia; tanto da inviare ad esempio Muḥammad I Mulay perché operasse da Governatore del Khurasan. Questi finì con l'essere giustiziato da Togha Temur, già comandante militare di Arghun Shah. Nel tentativo di proteggere l'Ilkhanato in definitiva fallì e in qualche modo anzi accelerò la sua disintegrazione, impedendo ad altre forze, come quelle dei Chupanidi, di acquisire maggior influenza. Tuttavia creò un forte Stato che avrebbe governato Iraq e parti della Persia per oltre un secolo: uno Stato che sarebbe anzi diventato ancor più potente sotto il suo successore, lo sceicco Oveis.
Ḥasan-e Bozorg è anche ricordato per la sua amicizia con lo sceicco Ṣafī al-Dīn Ardabīlī (m. 1334) dell'ordine mistico sufi Ardabīlī. I discendenti di Ṣafī al-Dīn Ardabīlī avrebbero poi fondato la dinastia safavide di Persia, e allora molte delle realizzazioni conseguite da Ḥasan-e Bozorg gli sarebbero state riconosciute come merito di essere stato amico dello sceicco. Dopo la morte di Ḥasan-e Bozorg, i Jalayridi avrebbero continuato a mantenere buoni rapporti con l'Ordine Ardabīlī.